# Vladislav al III-lea al Poloniei
Vladislav al III-lea Jagello, supranumit cel de la Varna (în poloneză Władysław III. Warneńczyk; n. 31 octombrie 1424, Cracovia, Regatul Poloniei – d. 10 noiembrie 1444, Varna, Imperiul Otoman), aparținând Dinastiei Jagiellonă, a fost rege al Poloniei din 1434 și, concomitent, rege al Ungariei din 1440, sub numele de Vladislav I (în maghiară I. Ulászló). A murit în Bătălia de la Varna.

## Biografie

### Primii ani
Vladislav a fost primul fiu al lui Vladislav al II-lea  Iagello și a soției sale, Sofia de Halshany. El a accedat la tron la vârsta de zece ani și a fost înconjurat de un grup de consilieri, în frunte cu cardinalul Oleśnicki, care a vrut să continue să se bucure de importantul său statut în tribunal. În ciuda acestui fapt, tânărul conducător și mama sa ambițioasă erau conștienți de faptul că existau persoane care se opuneau lor. În ciuda acordurilor semnate între Vladislav Iagello și de magnații polonezi pentru a asigura succesiunea fiilor săi, opoziția a dorit un alt candidat pentru tronul polonez, pe Frederick din Brandenburg, care era logodit cu Hedwig, fiica lui Iagello din a doua căsătorie. Cu toate acestea, conspirația a fost hotărâtă de moartea prințesei, zvonindu-se că aceasta a fost otrăvită de Regina Sofia.

### Domnia
Domnia tânărului rege a fost dificilă încă de la început. Încoronarea sa a fost întreruptă de un nobil ostil, Spytko de Melsztyn. În ziua următoare omagierea obișnuită de către locuitorii orașului din Cracovia nu a avut loc, datorită unei dispute între nobilii din Mazovia pentru locurile lor în cortegiul regal. Nici mai târziu, Vladislav nu a avut multe de spus în problemele de stat, în care decidea puternicul cancelar, clericul Zbigniew Oleśnicki. Sițuatia nu s-a schimbat nici după ce Seimul (parlamentul polonez) s-a reunit la Piotrków în anul 1438 pentru a-l declara major pe regele ajuns la vârsta de 14 ani.
Această situație a continuat până în 1440, când lui Vladislav i s-a oferit coroana Regatului Ungariei. Aceptarea acestei coroane ar fi adus numeroase probleme. Ungaria se afla sub amenințarea Imperiului Otoman în timp ce câțiva magnați polonezi nu erau de acord ca regele Poloniei să fie și regele Ungariei, iar Elisabeta, văduva regelui decedat al Ungariei, Albert al II-lea, se lupta să păstreze coroana pentru copilul ei încă nenăscut. În ciuda acestor inconveniente, Vladislav a preluat tronul Ungariei, angajându-se într-un război civil îndreptat împotriva Elisabetei, care avea să dureze doi ani.

### Războiul împotriva turcilor
Vladislav a primit un sprijin important din partea papei Eugen al IV-lea, pe care l-a ajutat ulterior să organizeze o cruciadă împotriva turcilor. Regele în vârstă de 18 ani, care până atunci doar purtase titlul de rege, a devenit profund implicat în războiul împotriva turcilor, care i-a adus renumele de „monarh creștin evlavios și cavaler creștin ideal”, fără să mai acorde atenție intereselor Poloniei sau celor ale dinastiei Jagiellone.

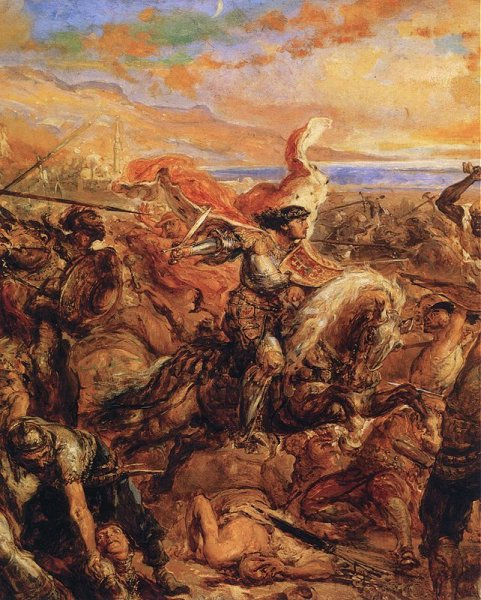
Vladislav în Bătălia de la Varna (pictură de Jan Matejko)

Bastionul creștinismului și alte lozinci prezentate de trimisul papal, Giuliano Cesarini, împreună cu promisiunile verbale a unei flote venețiene și faptul că trupele papale blocau strâmtoarea Dardanele, împreună cu o viziune ispititoare a unei promisiuni de victorie în această glorioasă cruciadă, întreprinsă în numele lui Dumnezeu împotriva turcilor, l-a convins pe Vladislav să se angajeze cu forțele sale de curând învingătoare, într-un alt război, încălcând astfel armistițiul de zece ani cu agresivul și puternicul Imperiu Otoman. În ciuda ajutorului promis, la Bosfor, venețienii s-au unit cu forța papală și au navigat de-a lungul coastei până la Constantinopol, împingându-i pe otomani afară din Balcani, însă fără a naviga spre Varna. Aceasta era o mișcare surprinzătoare, pe care Vladislav și comandantul său cel mai înalt în grad, Iancu de Hunedoara, nu au putut să o anticipeze. Trădarea venețienilor a dus la plasarea armatei otomane (circa 60 000 de oameni) conduși de sultanul Murad al II-lea, în imediata apropiere a cruciaților (circa 20 000). Prin urmare, pe 10 noiembrie 1444, când Bătălia de la Varna, regele polonez și supușii săi nu au știut că pentru mulți dintre ei, aceasta avea să fie bătălia finală.
Aflat într-o situație disperată, regele, împreună cu experimentatul Iancu de Hunedoara, au atacat cavaleria de spahii, fiind deciși să-l atace chiar pe sultan, care era protejat de cavalerie și de infanteriști formidabili. Tânărul rege a fost omorât în timp ce lansase un atac fără să-l mai aștepte ajutorul forțelor conduse de Iancu de Hunedoara. Infanteriștii otomani l-au decapitat pe Vladislav și i-au înfipt capul într-o țepușă. Descurajați de moartea regelui lor, armata maghiară a părăsit câmpul de luptă. Nici trupul regelui și nici armura sa nu au mai fost găsite vreodată.

## Viața personală și moștenirea
Vladislav nu a avut copii și nu s-a căsătorit niciodată. Cronicarul Jan Długosz, cunoscut pentru antipatia purtată lui Vladislav și tatălui său, a afirmat că era ceva neobișnuit privind sexualitatea lui Vladislav, deși Długosz nu a specificat ce anume: prea supus dorințelor carnale (...) nu și-a abandonat obiceiurile obscene și josnice (în poloneză: "zbyt chuciom cielesnym podległy (…) nie porzucał wcale swych sprośnych i obrzydłych nałogów (…)" ).
Vladislav a fost urmat în Regatul Poloniei de fratele său mai tânăr, Ducele de Lituania, Cazimir al IV-lea Jagiellon, după un interval de trei ani. În Ungaria, a fost succedat de rivalul său, regele Ladislau Postumul.